# Donjecka oblast
Donjecka oblast (ukrajinski: Донецька область, Donec’ka oblast’) administrativna je oblast koja se nalazi se u jugoistočnoj Ukrajini na granici s Rusijom. Upravno središte oblasti trebao bi biti Donjeck, no on je pod kontrolom proruskih separatista pa je privremeni glavni grad Mariupol.
Prije destaljinizacije u sovjetskoj Ukrajini, nosila je naziv Staljinska oblast (ukr. Сталінська область) do 9. rujna 1961. godine.

## Zemljopis
Donjecka oblast ima ukupnu površinu 26.517 km2 te je 11. po veličini ukrajinska oblast, zauzima 4,4 % od ukupne ukrajinske površine, u njoj živi 4.841.100 stanovnika te je prema broju stanovnika najveća oblast, u Donjeckoj oblasti živi 10 % stanovništva Ukrajine.
Donjecka oblast graniči s Dnjipropetrovskom oblasti i Zaporiškom oblasti na zapadu, Luganskom oblasti na sjeveroistoku, Harkivskom oblasti na sjeveru i s Rusijom na istoku. Dok se na jugu oblasti nalazi Azovsko more.

## Stanovništvo
Ukrajinci su najbrojniji narod u oblasti i ima ih 2.744.100 (56,9 %), od ostalih manjina najbrojniji su Rusi kojih ima 1.844.400 (38,2 %), zatim Grci kojih ima 77.500 (1,61 %), Bjelorusa ima 44.500 (0,92 %), Krimskih Tatara ima 19.200 (0,4 %), Armenaca 15.700 (0,33 %) i Židova 8800 (0,18 %).
Po popisu iz 2001. godine većina stanovništva govori ruski jezik kao materinji 74,9% , ukrajinski govori 24,1 % i armenski 0,13 %.

## Administrativna podjela
Donjecka oblast dijeli se na 18 rajona i 52 gradova od kojih njih 18 ima viši administrativni stupanj, također oblast ima i 131 mali grad i 1124 naselja.

## Vanjske poveznice
- Službena stranica oblasti

### Ostali projekti
|  | Zajednički poslužitelj ima još gradiva o temi Donjecka oblast |